# Reino Bouwhuis-Meuleman
Reino Bouwhuis–Meuleman (4 december 1975) is een Nederlands langebaanschaatsster. 
Tussen 1997 en 2002 nam zij deel aan de NK Afstanden en NK Sprint.
Op 19 maart 1998 werd ze 3e op de NK kortebaan in Thialf
Op 20 januari 2001 werd ze 3e op NK kortebaan in Harderwijk  
Tussen 1997 en 2002 nam zij deel aan de NK Afstanden en NK Sprint.
Op 26 december 2006 reed zij haar laatste officiële wedstrijd.

## Records

### Persoonlijke records[3][4]
| Afstand    | Tijd    | Datum            | Baan       |
| ---------- | ------- | ---------------- | ---------- |
| 500 meter  | 41,47   | 17 maart 2001    | Calgary    |
| 1000 meter | 1.22,29 | 18 maart 2000    | Calgary    |
| 1500 meter | 2.15.93 | 1 november 1999  | Heerenveen |
| 3000 meter | 4.51,81 | 16 februari 1997 | Heerenveen |